# 勧解
勧解（かんかい）とは、明治時代前期に行われた民事裁判の制度。フランス法のConciliationを導入したものであるが、日本の前近代における内済の要素も取り入れている。
第三者が紛争当事者双方の意見を斟酌しつつ、双方に説諭を加えて和解に導く事を目的としていた。
1875年（明治8年）に、東京裁判所（現在の東京地方裁判所）で導入され、翌年に日本全国の裁判所（現在の地方裁判所）・区裁判所（現在の簡易裁判所）に拡大された。1881年（明治14年）には、治安裁判所（区裁判所を改称）を勧解機関とされ、実際に訴訟を提起する前に勧解を実施する「勧解前置主義」が採用された。
1884年（明治17年）には、勧解の具体的な方法を定めた「勧解略則」が整備されているが、その中で治安裁判所の判事補2名を勧解を担当する勧解掛に任じる他、治安裁判所の所長や地域の名望家が勧解を行うことが認められた。名望家が勧解を担当する制度を「出仕」と称した。ただし、官尊民卑や村請制度の名残の強い当時において、裁判官や名望家の権威は大きく、その説諭を拒めない雰囲気を作ってしまうという問題点もあった。
1890年（明治23年）の民事訴訟法制定によって廃止され、代わって現在の調停制度が制定された。